# Csereney József Benedek
Csereney József Benedek, Cserenyei (Adony, 1781. március 21. – 1847) katolikus pap.

## Élete
Nemes szülőktől származott, apja Csernyei Ferenc, anyja Haik Franciska. Középiskoláit Budán végezte. 1795-ben a pozsonyi papnevelőbe vették föl és ott végezte a bölcseletet és három évi teológiát, a negyediket magán úton. 1804. március 17.-én misés pappá szenteltetett és hét évig volt a székesfehérvári püspök jegyzője és egyúttal a négy utóbbi évben a székesfehérvári plébániánál és a katonaság körül káplánkodott. 1808. december 8.-án Nagykovácsin plébános, 1817-ben egyházkerületi jegyző, 1820-ban esperes, később címzetes kanonok lett. Mellékesen pomológus is volt. Ő építtette Nagykovácsiban a Kálvária-kápolnát.

## Művei
- Der fromme Bauersmann. Ein Lehr- und Gebeth-Buch für das liebe Land-Volk. Pesth, 1822. (Névtelenül.)

Nehány szent éneket is adott ki a nép számára. Írt az Ofner-Pester Zeitung melléklapjába, a Gemeinnützige Blätter-be, többnyire névtelenül.